# Nea Victor
Nea Victor este un film românesc din 2009 regizat de Hadrian Marcu. Rolurile principale au fost interpretate de actorii Ilie Gheorghe.

## Distribuție
Distribuția filmului este alcătuită din:
- Ilie Gheorghe — Nea Ilie